# Фрезенбург
Фрезенбург (нім. Fresenburg) — громада в Німеччині, розташована в землі Нижня Саксонія. Входить до складу району Емсланд. Складова частина об'єднання громад Латен.
Площа — 21,59 км2. Населення становить 941 ос. (станом на 31 грудня 2021).